# Lekane
Lekane (stgr. λέκανη lekánē, lm λεκᾰ́ναι lekánai) – rodzaj starogreckiego naczynia ceramicznego, misy z uchwytami używanej do obmywania rąk podczas posiłków lub do czynności kuchennych.

## Charakterystyka
Lekane przyjmowały różne formy, zależnie od ich głębokości. Mogły być wyposażone w imadła, zarówno poziome jak i pionowe, bywały też pozbawione uchwytów. W przeciwieństwie do podobnych kształtem naczyń o nazwie lekanis (stgr. λεκανις), pozbawione były pokrywek.
W klasyfikowaniu naczyń tego rodzaju ceramologom trudno jest zastosować jednoznaczne kryterium dotyczące głębokości. Ogólnie uznawany jest podział na lekanai głębokie i płytkie; pierwsze są zwykle bardziej pogłębione niż typowe misy głębokie, podczas gdy lekanai płytkie (np. typu 2), często są płytsze od mis płytkich. Wobec tego utrudnione jest też jednoznaczne określenie ostatecznej funkcji konkretnego naczynia. Lekanai mogły być używane do obmywań, lecz również do wyrabiania ciasta na chleb, mieszania różnych składników w większych ilościach albo do podawania jedzenia, a nawet wina.

## Formy podstawowe
Typologia podstawowych form z profilami i przekrojami naczyń:

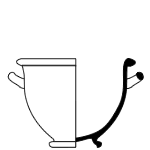
Głęboka misa
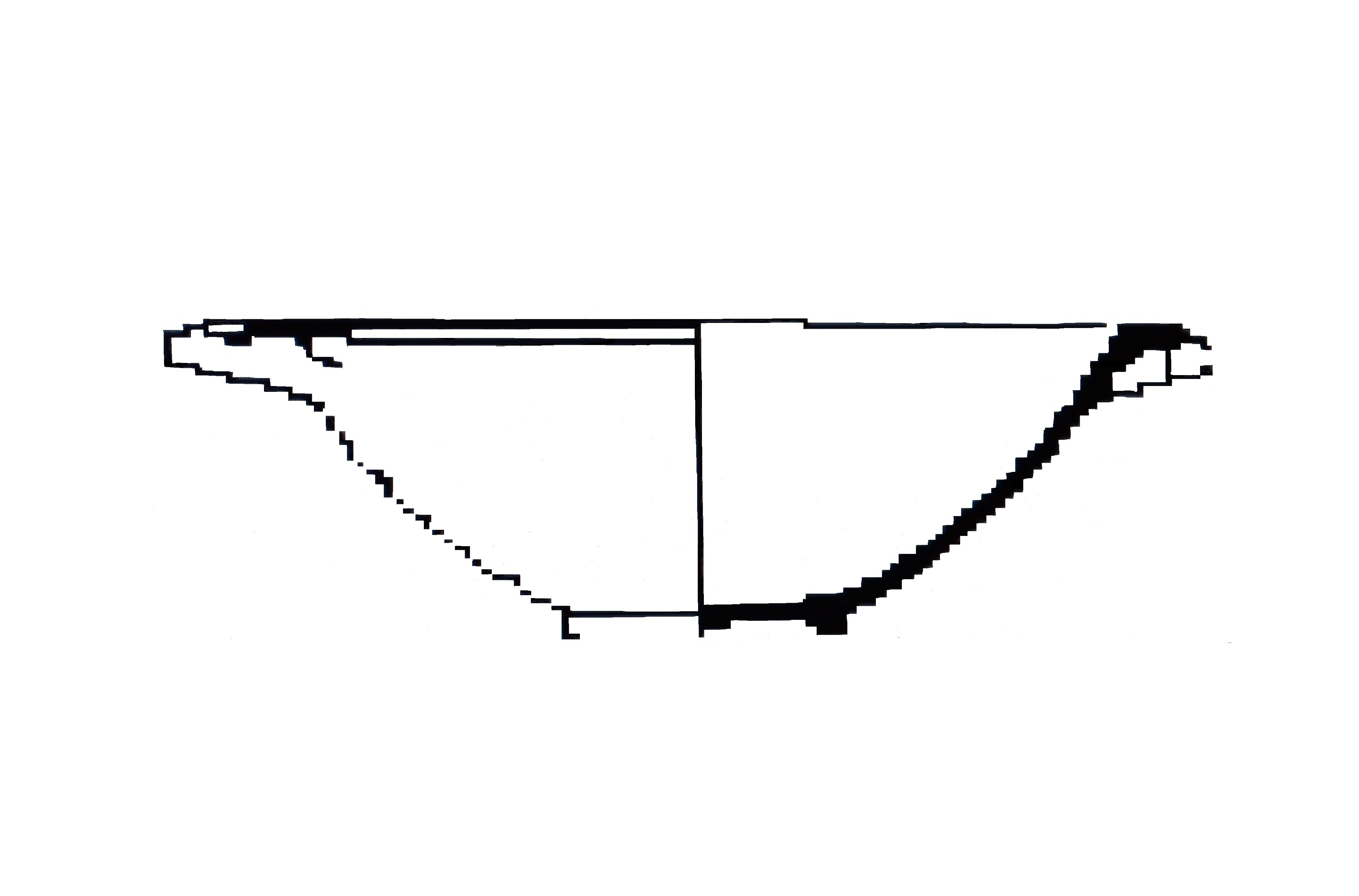
Płytka misa, typ 2
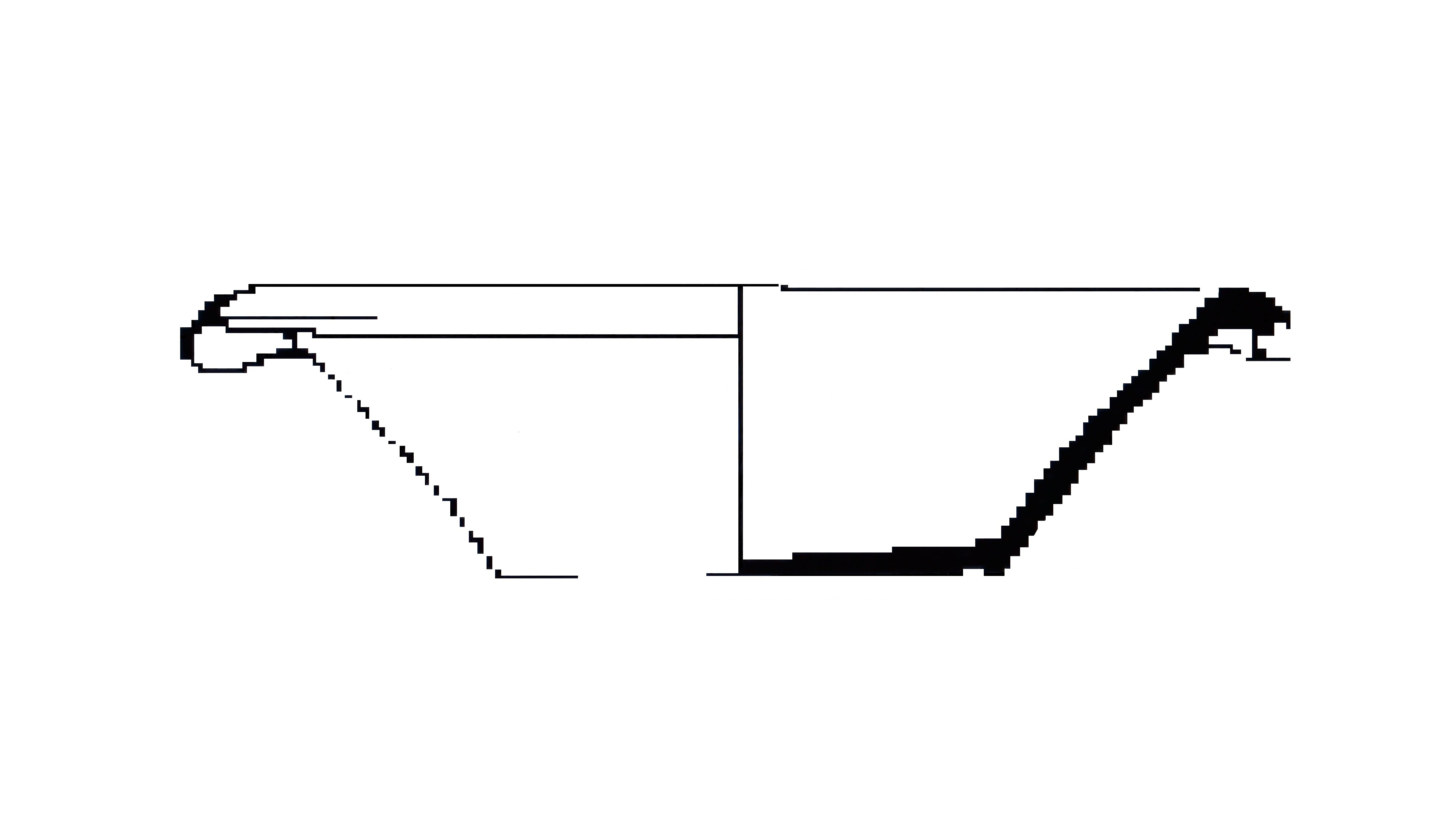
Płytka misa, typ 3

## Kształty i typy

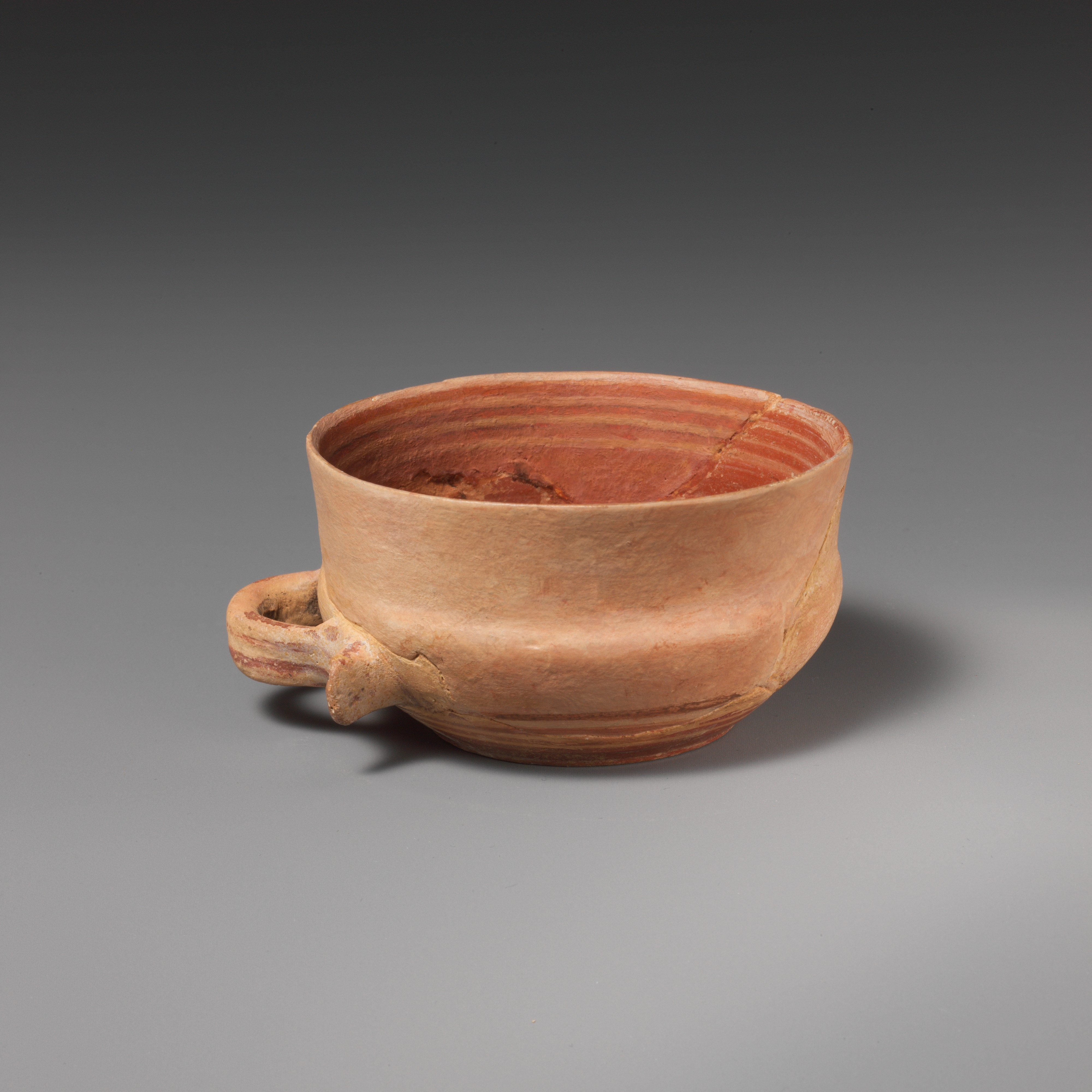
Terrakotowa lekane attycka, kon. VIII w. p.n.e. (Metropolitan Museum of Art)
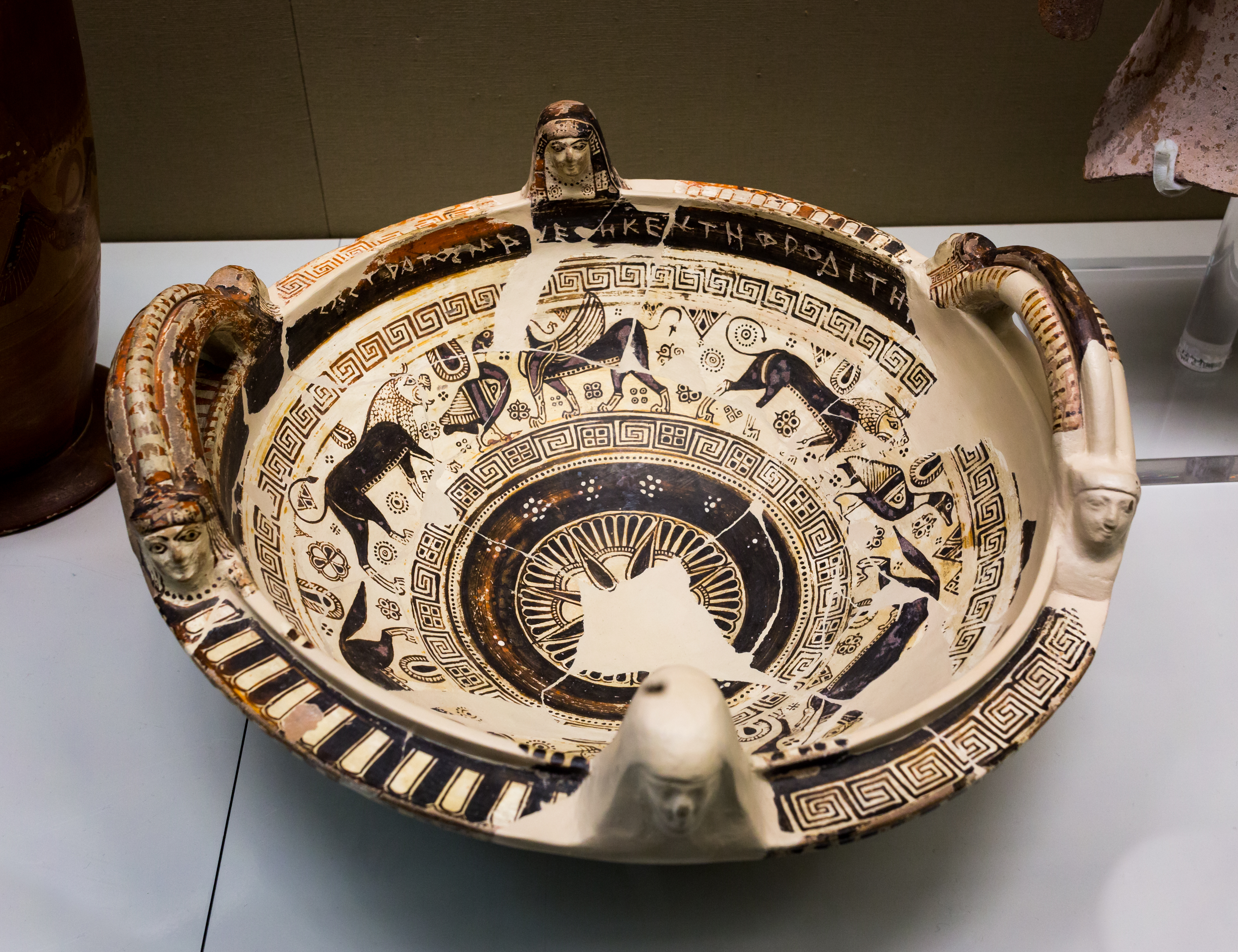
Lekane z Chios (znalezisko z Egiptu, ok. 625–610 p.n.e., Muzeum Brytyjskie)
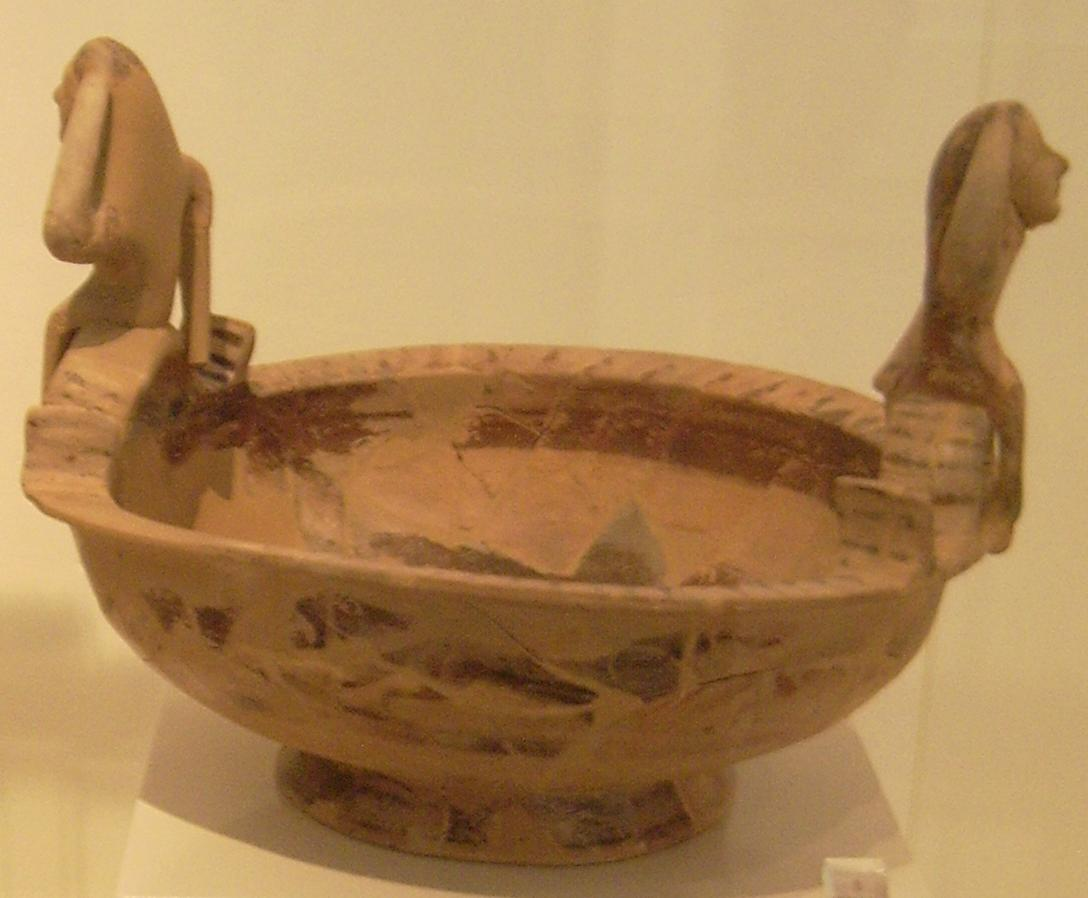
Czarnofigurowa lekane attycka, 600–575 p.n.e. (Narodowe Muzeum Archeologiczne w Atenach)
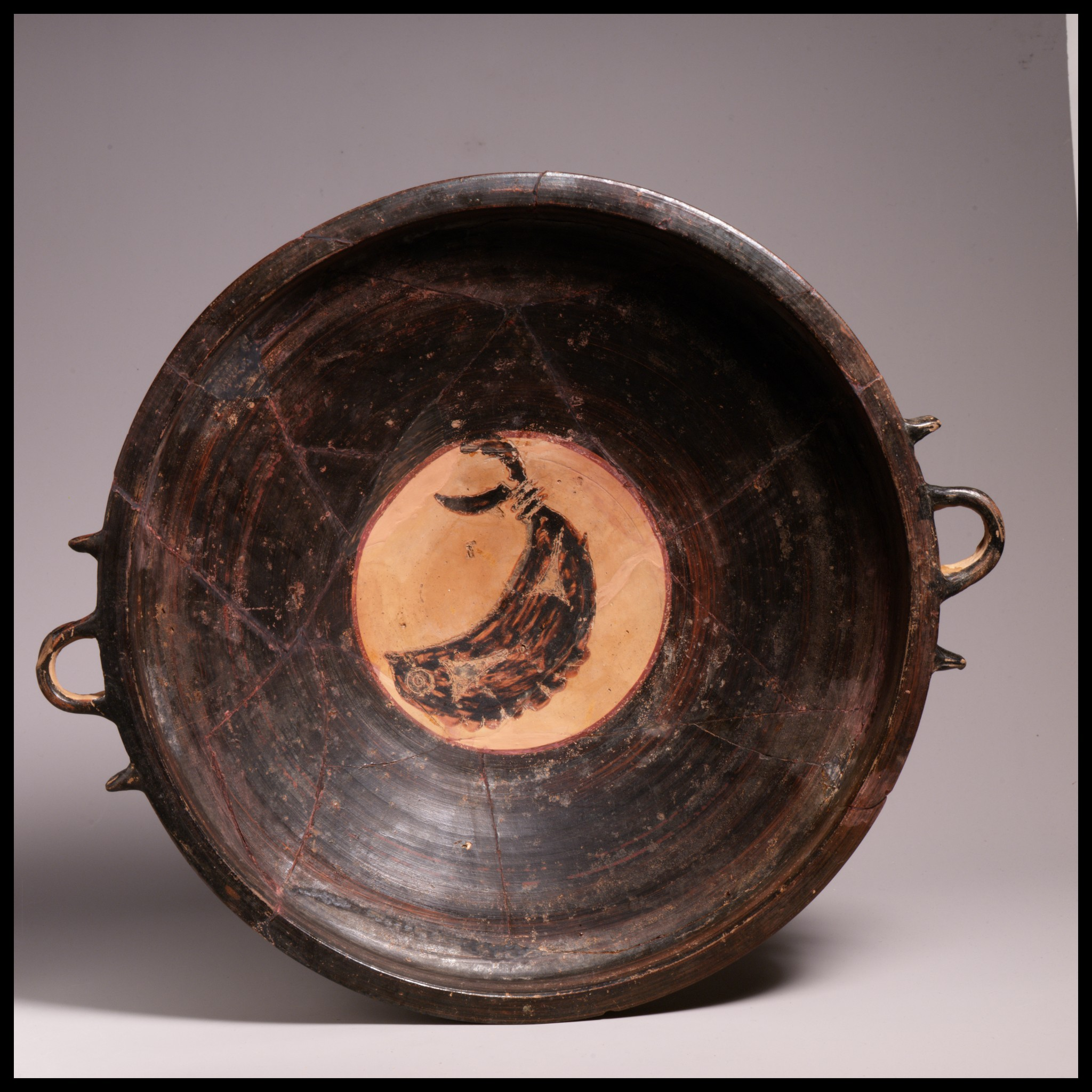
Lekane beocka, typ 2, ok. 550–540 p.n.e.
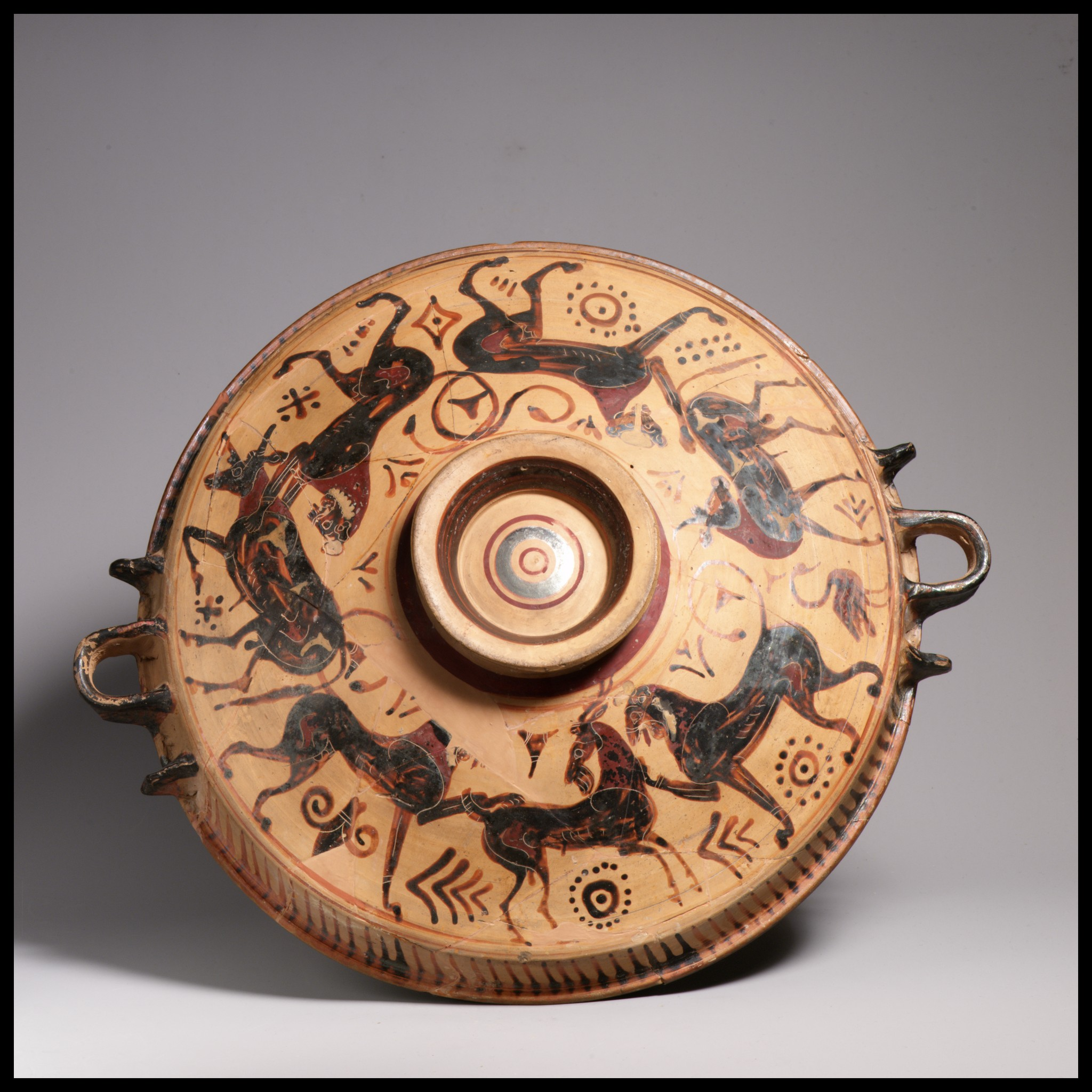
Beocka lekane (spód), typ 2
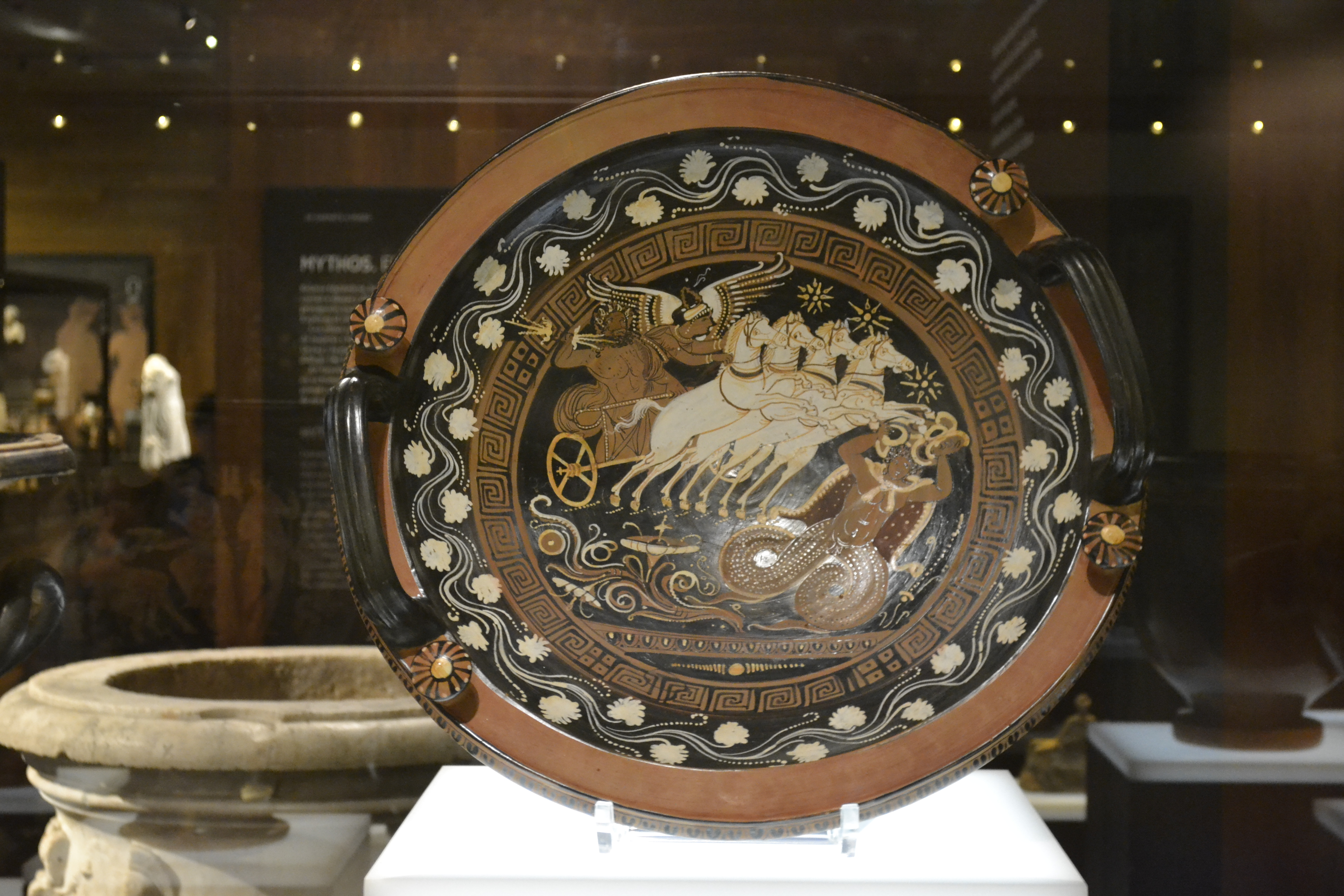
Lekane apulijska z pionowymi uchwytami, ok. 360–340 p.n.e. (Narodowe Muzeum Archeologiczne w Madrycie)